# Moorgrund
Moorgrund est une ancienne commune allemande de l'arrondissement de Wartburg, Land de Thuringe.

## Géographie
Moorgrund est bâti sur des marais ("moor" en allemand) qui sont drainés au XIXe siècle.
| Marksuhl                | Marksuhl      | Ruhla               |
| Ettenhausen an der Suhl | Moorgrund     | Bad Liebenstein     |
| Tiefenort               | Bad Salzungen | Barchfeld-Immelborn |

## Histoire
Moorgrund est mentionné pour la première fois en 907. Il est issu d'une colonisation des Francs.